# Adam Hann-Byrd
Pour les articles homonymes, voir Hann et Byrd.
Adam Hann-Byrd est un acteur américain né le 23 février 1982 à New York (État de New York), aux États-Unis.

## Filmographie
- 1991 : Le Petit Homme (Little Man Tate) de Jodie Foster: Fred Tate
- 1993 : Digger : Digger
- 1995 : Jumanji de Joe Johnston: Alan Parrish (enfant)
- 1996 : Diabolique de Jeremiah S. Chechik: Erik Pretzer
- 1997 : Ice Storm (The Ice Storm) d'Ang Lee: Sandy Carver
- 1998 : Souvenir de Michael Shamberg: Charles jeune (voix)
- 1998 : Halloween, 20 ans après (Halloween H20: 20 Years Later) de Steve Miner: Charles « Charlie » Deveraux
- 1999 : Uninvited : Tony Grasso jeune